# 松沢幸一
松沢 幸一（まつざわ こういち、1948年12月13日 - ）は日本の実業家、農学博士。キリンビール代表取締役社長を経て、明治屋代表取締役社長、日本洋酒輸入協会理事長。首都大学東京客員教授、埼玉大学客員教授、参天製薬監査役等を歴任。

## 人物・経歴
群馬県出身。群馬県立館林高等学校を経て、1971年北海道大学農学部卒業。1973年北海道大学大学院農学研究科修士課程修了、キリンビール入社、福岡工場検査部門配属。同期入社の前田仁と親しく交友した。
1978年ドイツ留学。1988年京都工場製造部長。1991年北海道大学農学博士。1992年経営企画室室長代理。1996年キリン・ヨーロッパGmbH代表取締役社長。2002年北陸工場長。2003年生産本部生産統括統轄部長。
2006年キリンビール常務取締役に昇格。2007年キリンホールディングス常務取締役。2009年キリンビール代表取締役社長。2013年首都大学東京客員教授。2014年埼玉大学客員教授、参天製薬監査役、埼玉県人事委員会人事委員。2017年明治屋代表取締役社長、札幌農学同窓会副理事長。2018年日本洋酒輸入協会理事長。2021年明治屋特別顧問。